# Hôtel Gamenson
L'hôtel Gamenson (ou logis Saint-Front) est un hôtel particulier français implanté à Périgueux dans le département de la Dordogne, en région Nouvelle-Aquitaine. Il a été édifié au XVe siècle.

## Présentation
L'hôtel Gamenson se situe en Périgord, au centre du département de la Dordogne, dans le secteur sauvegardé du centre-ville de Périgueux, en rive droite de l'Isle. C'est une propriété privée sise 7 rue de la Constitution.

## Histoire
Comme l'a montré le comte de Fayolle après la découverte d'armoiries sur un vieux mur de l'hôtel, l'hôtel Gamenson a été construit par la famille du Puy, également orthographiée Dupuy. Les peintures découvertes montrent que la partie la plus ancienne de l'hôtel se trouvant dans la cour des cuisines doit dater du début du XIVe siècle. Un écusson sculpté dans la salle porte les armoiries des du Puy, seigneurs de Trigonant, la Jarthe, la Forest, Barrière et autres lieux : « D'or au chêne de sinople, au chef d'azur chargé de trois lis d'or ». Entre 1319 et 1561, il y a eu vingt maires et dix consuls de ce nom  dans la ville et la cité de Périgueux. Les Registres des comptes de l'Hôtel de ville de Périgueux montrent que les du Puy n'ont habité que le quartier de Verdu ou des Plantiers dès 1341, et n'ont pas dû avoir jusqu'en 1529 d'autre demeure ou possession dans ce quartier.
L'essentiel de la construction de l'hôtel Gamenson remonte au XVe siècle.
L'hôtel a été la propriété de la famille Chabans. En 1513, Marie du Puy, fille de Jean du Puy qui a été deux fois maire de Périgueux, s'est mariée avec Martial de Chabans, viguier de Siorac.
L'hôtel est vendu en 1803 à M. de Borros de Gamanson par Mme Grand de Bellussière, veuve du marquis Chapt de Rastignac, qui en avait hérité de son père, le marquis de Chabans de Richemont. André-Delphin Borros de Gamenson a été maire de Périgueux en 1850.
L'hôtel de Gamanson a servi d'évêché de 1915 à 1921. C'est ce qui explique que sur le tympan de la porte gothique, dans la cour d'honneur, on découvre le blason de Monseigneur Rivière, écu sur champ de gueules coupé d'un flot d'argent entouré d'un listel avec ces mots : « Domino Laetas segetes ».
La direction régionale des monuments historiques y était installée jusque dans les années 1980, quand elle déménage à Bordeaux. Racheté en 2007, le bâtiment se détériore « faute d'entretien par son propriétaire ».

## Protection
Le 16 octobre 1964, l'hôtel est classé au titre des monuments historiques.